# Dipodomys nelsoni
Dipodomys nelsoni је врста глодара из породице кенгур-пацова (Heteromyidae).

## Распрострањење
Ареал врсте је ограничен на једну државу. Мексико је једино познато природно станиште врсте.

## Станиште
Станишта врсте су екосистеми ниских трава и шумски екосистеми и пустиње.

## Угроженост
Ова врста је наведена као последња брига, јер има широко распрострањење и честа је врста.